# Juncos
Juncos, fundado por la petición de Tomás Pizarro el 2 de agosto de 1797, es uno de los 78 municipios que componen la isla del Estado Libre Asociado de Puerto Rico. El pueblo de Juncos está localizado en la parte este de la isla. El nombre de Juncos se debe a la abundancia de la planta de juncos en el Río Valenciano, Río Gurabo y otros lugares del pueblo. El gentilicio de los ciudadanos de Juncos es junqueños.

## Historia
La petición para la fundación del pueblo de Juncos, conocido también por el renombre de La Ciudad del Valenciano, se efectuó el 2 de mayo de 1782 cuando varios vecinos de Las Piedras solicitaron a los Tribunales Seculares y Eclesiásticos que se trasladase, al lugar de los Juncos, la iglesia parroquial que se encontraba en Las Piedras, además de que se fundara un nuevo pueblo separado de Humacao. 
Los vecinos solicitantes de Juncos y su representante Antonio Matos, alegaban que la iglesia de Las Piedras era muy pequeña y no podía ser ampliada por estar localizada en un peñasco, además la humedad del sitio hacía que se pudrieran los ornamentos de la iglesia, no había suficiente población cerca de la parroquia como para fundar un pueblo, y ésta quedaba muy distante y de difícil acceso para los vecinos del sitio de los Juncos. Sin embargo, según los solicitantes, el sitio de los Juncos era uno muy apropiado y saludable para fundar un pueblo y establecer una iglesia, ya que se encontraba muy poblado.
La solicitud para la fundación del pueblo de Juncos fue aceptada por el gobierno y diez años más tarde, el 2 de agosto de 1797, el entonces gobernador interino, Francisco Torralbo, expide la orden para que se fundara el pueblo. También se nombró el primer administrador municipal de Juncos, Tomás García Pagán. Posteriormente se fueron construyendo calles, una plaza pública y poco a poco escuelas, comercios etc. Desde ese año, los censos de población mencionan a Juncos como un pueblo aparte. La primera misa en la recién construida Parroquia de La Inmaculada Concepción, se celebró el 8 de septiembre de 1797.

## Geografía y localización
El pueblo de Juncos tiene una extensión territorial de 67.6 km² y forma parte de los trece municipios que componen la región Este de Puerto Rico. El Río Valenciano y el Río Gurabo atraviesan el municipio de Juncos, además de una variedad de quebradas.
Por el norte y noreste, Juncos colinda con los municipios de Canóvanas y Carolina. Por el noroeste, Juncos limita con Gurabo, por el suroeste limita con San Lorenzo y por este y sureste sus límites son con el pueblo de Las Piedras.
Para llegar a Juncos desde el área metropolitana, tome el Expreso #52 en dirección a Ponce. Luego del peaje en Caguas, tome la primera salida a la derecha, hacia Carr. #1. Tome la segunda salida a la derecha, Carr. #30, dirección Este, hasta la salida #13. El viaje puede durar de 30 a 50 minutos dependiendo de las condiciones del tránsito.

## Barrios
- Caimito
- Ceiba Norte
- Ceiba Sur
- Gurabo Abajo
- Gurabo Arriba
- Juncos barrio-pueblo
- Lirios
- Mamey
- Valenciano Abajo
- Valenciano Arriba

## Iglesias Católicas
- Parroquia Inmaculada Concepción, Juncos Pueblo
- Capilla Católica Cristo Rey, Bo. Ceiba Norte
- Capilla Católica Cristo Redentor, Sector Canta Gallo
- Capilla Católica Santísima Trinidad, Bo. Placita
- Capilla Católica Espíritu Santo, Sector Amigo, Bo. Valenciano Arriba
- Capilla Católica San José, Bo. Lirios
- Capilla Católica San Juan Bautista, Bo. Valenciano Arriba
- Capilla Católica María Madre de la Iglesia, Urb. Reparto Valenciano
- Capilla Católica Buen Pastor, Sector Los Chinos, Bo. Ceiba Norte
- Capilla Católica Sagrado Corazón, Bo. Ceiba Sur
- Capilla Católica Santa Cruz, Bo. Piñas

## Economía
Hasta finales de la década de los 1960, la economía de Juncos giraba alrededor de la agricultura, especialmente el cultivo del tabaco y la caña de azúcar. Actualmente, los terrenos utilizados para esos cultivos albergan industrias de productos biomédicos e implementos electrónicos entre otros, tales como Amgen, Medtronic y Becton & Dickinson.

Amgen en Juncos ha sufrido una expansión masiva donde ha invertido alrededor de $1,200 millones. Estas expansiones en proceso crearán unos 900 nuevos empleos, que se suman a los 500 existentes para un total de 1,400 empleados.

## Festivales y eventos
Actividades familiares que fomentan la cultura y tradición junqueña.
| - Festival de la Chiringa, marzo - Festival de la Juventud Junqueña, julio - Aniversario de Juncos, agosto | - Maratón Internacional Modesto Carrión, noviembre - Majestuosas Fiestas de Pueblo, noviembre - El Carnaval del Valenciano, noviembre |

## Junqueños Distinguidos
- Jon Z
- Rita Moreno
- Gisselle
- Rafael Castro Pereda
- Juan Manuel López
- Ele A El Dominio
- Alexander Claudio lanzador MLB Vigilantes de Texas

## Patrimonio
- Paseo Escuté

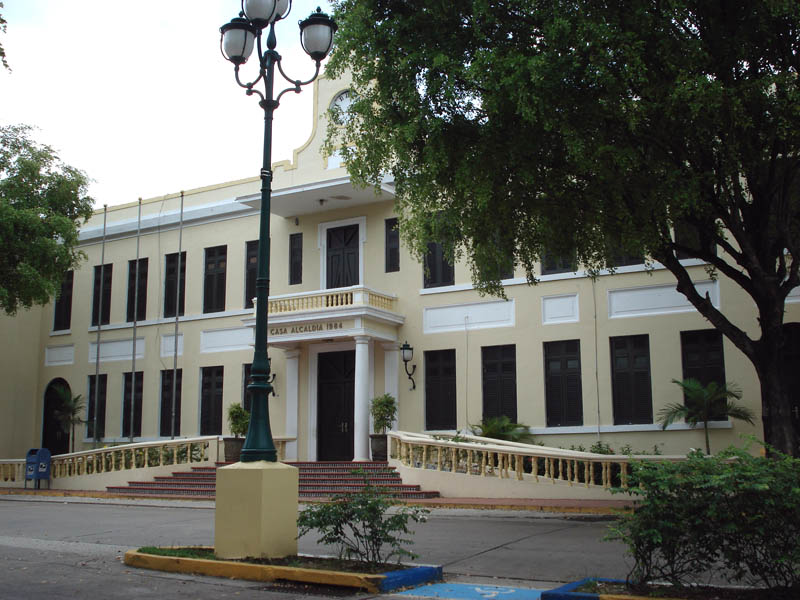
Casa Alcaldía de Juncos, localizada en el Paseo Escuté.

Un pequeño distrito monumental donde se encuentran edificios importantes siguiendo la costumbre de los paseos urbanos europeos. En el Paseo Escuté podemos encontrar la Casa Alcaldía de Juncos, la Biblioteca José M. Gallardo, el Centro de Envejecientes, la Oficina Municipal para el Manejo de Emergencias y Desastres entre otros.
- Iglesia Inmaculada Concepción

La Iglesia Católica Inmaculada Concepción fue fundada en el 1797, año en que también se fundó el municipio, en honor a la patrona del pueblo, Inmaculada Concepción. En el año 1868 fue destruida por un terremoto y luego de su reconstrucción se integró un atrio y un reloj.
- Plaza del Soldado

La Plaza del Soldado está localizada en el otro extremo del pueblo, frente a la Escuela Alfonso Díaz Lebrón. Este monumento fue dedicado a los soldados junqueños caídos en acción en la Primera y Segunda Guerra Mundial, Corea, Vietnam y el conflicto del Golfo Pérsico.
- Antigua Cárcel Municipal

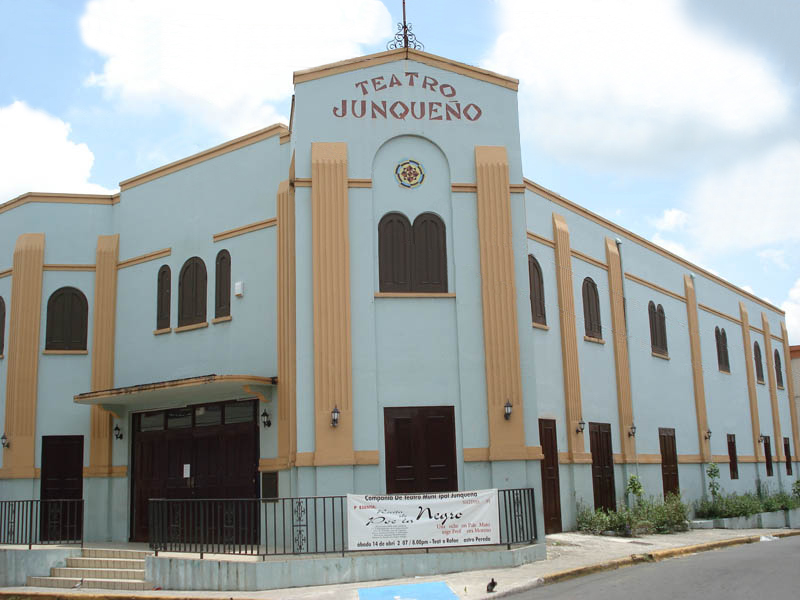
Teatro Junqueño Rafael Castro Pereda.

La Antigua Cárcel Municipal de Juncos, ahora Oficina de Cultura y Turismo Municipal, fue restaurada recientemente. Conserva en su mayoría las rejas originales de la que una vez fuera la cárcel municipal. Cuenta con una sala de exhibición donde se encuentra una muestra de arte para el disfrute de los visitantes.
- Teatro Junqueño

El Teatro Junqueño, originalmente construido para el año 1912, fue renovado y reinaugurado en el 1996, convirtiéndose en el templo cultural de Juncos. En el año 2000, mediante resolución, se designa el Teatro Junqueño con el nombre de Rafael A. Castro Pereda.
- Antigua Casa Alcaldía

EL 22 de agosto de 1862, el Cura Leandro Fuentes colocó la primera piedra en lo que originalmente sería la Casa del Rey, terminando su construcción el 1 de septiembre de 1866. Posteriormente, fue reconstruida en el año 1944 y se utilizó como Casa Alcaldía hasta el año 1984. Esta histórica edificación está siendo reconstruida y acondicionada para ser ocupada por el Departamento de Arte, Cultura y Turismo del municipio.
- El Cristo de la Fraternidad

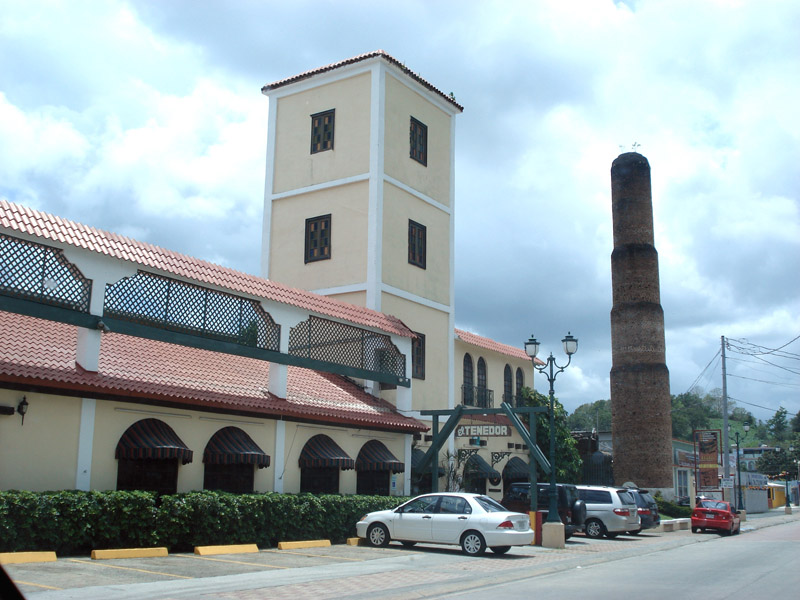
Parador Gastronómico Rest. El Tenedor.

Al lado del Teatro Junqueño, se encuentra el Paseo Fraternidad. Se observa un monumento en escaleras simbolizando la fraternidad. Los arcos en actitud cristiana invitan a la unión familiar, el Cristo representa la sencillez y la humildad de los compueblanos vecinos del pueblo de Juncos y la virgen simboliza la estampa de la lavandera junqueña.
- Café Teatro

El Café Teatro ha sido designado con el nombre de Rafael "Tato" Díaz Lebrón, en honor al reconocido músico oriundo de Juncos.
- Restaurante El Tenedor

A finales del siglo XIX, El Tenedor fue la destilería del Ron Caray hasta el 1942. Su estructura de carácter escandinavo y mediterráneo ha sido rescatada de la historia. Desde el 1985 brinda servicios al pueblo de Juncos y la Isla como Restaurante. En el 1985 El Tenedor es nominado como Parador Gastronómico por la Compañía de Turismo de Puerto Rico.